# Jacques Mayol
Jacques Mayol (ur. 1 kwietnia 1927 w Szanghaju, zm. 22 grudnia 2001 na Elbie) – nurek francuski, wielokrotny rekordzista świata we freedivingu. Był zwany „człowiekiem-delfinem”. W 1981 roku został nominowany do nagrody International Awards for Valor in Sports za wytrwałość i dzielność w pokonywaniu nowych granic.

## Życiorys
Urodził się w Szanghaju w Chinach. Był obywatelem świata. Mieszkał między innymi w Kanadzie, Stanach Zjednoczonych, na wyspie Elba we Włoszech oraz na wyspie South Caicos (Turks i Caicos, Bahamy). Spędzał również sporo czasu w Japonii, gdzie poświęcał się pasji nurkowania i jednoczenia z naturą oraz morzem, a także zajmował się produkcją i pisaniem scenariuszy do wielu filmów dokumentalnych. Był pierwszym wolnym nurkiem, który zszedł na głębokość 100 metrów (330 stóp) (23 listopada 1976).
Pierwszy oficjalny rekord w nurkowaniu bez aparatu oddechowego został odnotowany w 1949 roku, kiedy Raimondo Bucher zszedł na głębokość 30 metrów. W 1953 roku dwaj Włosi, Alberto Novelli i Ennio Falco osiągnęli rekordową głębokość 43 metrów. W 1966 roku Włoch Enzo Maiorca zanurkował na 54 metry. Potem Mayol osiągnął 60 metrów. Do 1975 roku Mayol przesunął tę granicę do 92 metrów. W końcu Mayol ustanowił swój słynny rekord 100 m. Rekordowe nurkowanie odbyło się w asyście zespołu profesjonalnych nurków, lekarzy i przedstawicieli międzynarodowej organizacji nurkowej CMAS. Zejście na głębokość 100 metrów, oficjalnie skontrolowane i zmierzone przez Włoski Komitet Badań Podwodnych, odbyło się w pobliżu wyspy Elba i trwało trzy minuty i czterdzieści sekund. To historyczne wydarzenie, kulminacja ponad 15 lat treningu, jest jednym z największych osiągnięć sportowych, dokonanym pomimo ostrzeżeń lekarzy, którzy uważali, że Mayol nie wytrzyma ogromnego ciśnienia wody. Udało mu się jeszcze zejść na 105 metrów w wieku 56 lat. Uważał, że tak jak pierwsze rekordy w bieganiu dały początek kolejnym rekordom, tak i jego wynik zostanie poprawiony przez młodszych nurków, wykorzystujących podobne, może nieco ulepszone, metody nurkowania na wstrzymanym oddechu. W czasie naukowo-badawczej fazy swojej kariery próbował odpowiedzieć na pytanie, czy człowiek ma ukryty podwodny potencjał, który może zostać obudzony poprzez rygorystyczny fizyczny i psychologiczny trening. Rekord w wolnym nurkowaniu (kategoria no limits), który wynosi obecnie 214 metrów i został ustanowiony 14 czerwca 2007 przez Austriaka Herberta Nitscha, zdaje się potwierdzać tę hipotezę.
Koncepcję jedności człowieka z oceanem, w tym z delfinami – Homo Delphinus – Mayol przedstawił w biograficznej książce o tym samym tytule, która do dzisiaj jest biblią dla wszystkich freediverów (osób nurkujących na zatrzymanym oddechu).
Mając ponad 70 lat Jacques Mayol wciąż nurkował i pływał niemal codziennie. Potrafił przebywać pod wodą nawet przez cztery minuty i nurkować na głębokość 40 metrów. Rozwijał swe umiejętności wykorzystując jogę oraz dogłębną znajomość filozofii Wschodu. Mayol uważał „strach” za wroga i mówił: „Kiedy zejdziesz na dno i odwrócisz się w górę, czujesz wielką rękę natury, która stoi na twojej drodze. Wtedy właśnie dopada cię strach. Czy zdołam wrócić na powierzchnię? Strach jest wrogiem, bo pożera wielkie ilości tlenu; ostatnie trzydzieści metrów to prawdziwa męka, wiedzą o tym tylko ci, którzy tego doświadczyli. Ostatnie dziesięć metrów to jak dziesięć tysięcy. Ból ogranicza nasze możliwości. Jednak najważniejsze nie jest dla mnie bicie rekordów, lecz poczucie jedności z naszą matką – morzem”.
Film Wielki Błękit, wyreżyserowany przez Luca Bessona w 1988, był zainspirowany życiem Jacques’a Mayola i historią włoskiego nurka Enzo Maiorca. Mayol brał udział przy pisaniu scenariusza i również pojawia się w jednej scenie filmu jako cameo. Odtwórcą głównej roli był francuski aktor Jean-Marc Barr. Drugą główną rolę w tym filmie zagrał słynny aktor francuski Jean Reno, wcielając się w postać Enzo Molinariego, tylko w ogólnym zarysie wzorowaną na Maiorce.
22 grudnia 2001 w wieku 74 lat Mayol popełnił samobójstwo, wieszając się w swym mieszkaniu na Elbie we Włoszech. Zmagał się z depresją. Zgodnie z jego wolą prochy rozsypano nad wybrzeżem Toskanii.
W 2017 powstał film dokumentalny Człowiek delfin poświęcony biografii Jacques’a.